# Spijbelen

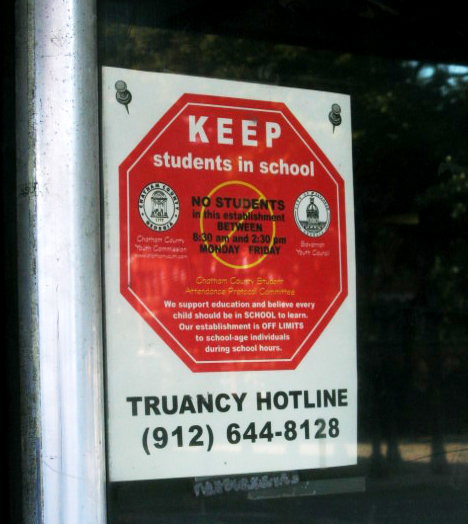
Reclame voor een spijbellijn in de VS.

Spijbelen, of in ambtelijke taal: schoolverzuim, is het opzettelijk wegblijven van school door een kind, zodat het zich aan de leerplicht onttrekt. Soms wordt de uitdrukking ook gebruikt voor het wegblijven van werk of een andere verplichting, dan wordt het verzuim genoemd. Een neologisme (2008) is het luxespijbelen of luxeverzuim: ouders houden hun kinderen van school om buiten het hoogseizoen goedkoper op (vlieg-)vakantie te kunnen gaan.

## In Nederland
Onderzoek in Nederland toont aan dat 50% van de leerlingen weleens gespijbeld heeft. Hiervan is echter 50% incidenteel, zoals het niet terugkomen na een tussenuur.

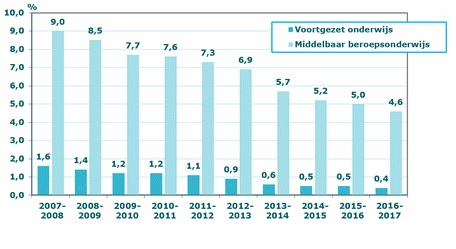
Statistieken van het CBS.

### Waarom wordt er gespijbeld?
Er zijn verschillende redenen waarom een scholier spijbelt. Leerlingen kunnen school saai vinden, misschien omdat ze er geen uitdaging in vinden. Dit kan een school verhelpen door zo'n leerling te testen en indien nodig meer of moeilijker werk te laten doen. De leerling kan school ook nutteloos vinden. Of misschien stelt de school te hoge eisen aan de leerling en wil de leerling zijn of haar falen dan wijten aan "afwezigheid" in plaats van aan "onkunde". Ook kan het een les betreffen waarin de leerling een conflict heeft met een docent, of het vak niet leuk vindt. Faalangst kan ook vaak een reden zijn: "ik kan het niet dus ik ga niet".
Het is ook goed mogelijk dat een leerling in het algemeen een hekel aan school heeft, of gepest wordt. Natuurlijk is een veel voorkomende reden gewoon geen zin in school hebben en iets leukers willen doen. Als een leerling na een tussenuur moet terugkomen voor de laatste les wordt vaak gespijbeld, evenals op vrijdag en in de zomer. Vakantieverzuim komt veel voor: het kind wordt ziek gemeld op de vrijdag voor de vakantie, zodat het gezin die dag kan gebruiken om te reizen en de "Zwarte Zaterdag" ontloopt. Ook worden kinderen hele weken thuis gehouden om een vakantie mogelijk te maken. Het is voordelig om buiten de schoolvakanties op wintersport te gaan en de eventuele boete van 50 euro weegt daar wel tegen op. De standaardboete voor zogenoemd luxeverzuim is 75 euro. Ook gaan ouders weleens vroeg op vakantie naar het buitenland of komen laat terug. De scholen geven deze zaken niet altijd door aan de leerplichtambtenaar. 
Een andere vorm van spijbelen is de schoolactiviteiten zelf. Men kan bijvoorbeeld een gespijbeld lesuur gebruiken om een proefwerk voor het uur daarna extra goed te leren. Men spijbelt soms ook om een proefwerk juist te missen. In dit geval zal het spijbelen als een ziekmelding gecamoufleerd worden. De leerling moet het dan overdoen, maar wint tijd. Wanneer wordt geconstateerd dat de afwezigheid tijdens een proefwerk ongeoorloofd was, heeft de school de mogelijkheid dit proefwerk te beoordelen met het cijfer één, mits dat duidelijk in de schoolregels vermeld staat. 
Een situatie thuis kan ook een reden zijn om te spijbelen. Het kan alle aandacht van de leerling opeisen. Daarnaast kan het een manier zijn om de aandacht van de ouders te trekken. Ook komt het soms nog weleens voor dat de ouders de kinderen om welke reden dan ook zelf thuishouden.

### Bestrijding van spijbelen
Spijbelen is een overtreding van de leerplichtwet. Door te spijbelen mist een leerling lessen en dat kan mogelijk resulteren in het verlaten van het onderwijs zonder diploma. Zonder diploma('s) zijn de kansen op de arbeidsmarkt aanzienlijk slechter. Naast deze algemene reden om spijbelen te bestrijden is een strenge aanpak van spijbelen belangrijk vanwege de sterke groepsmentaliteit van pubers onderling. Wanneer één leerling spijbelt en er ongestraft mee wegkomt, zullen meer leerlingen gaan spijbelen. 
De school zal de eerste zijn die spijbelen signaleert, en ook als eerste actie ondernemen. De lichte gevallen kunnen worden opgelost met straf. Nablijven, strafwerk en schorsing zijn de middelen in het arsenaal van de school. Daarnaast zullen altijd de ouders moeten worden verwittigd. De ouders kunnen ook veel doen. Ze kunnen het kind op het gedrag aanspreken, en leggen meestal meer gewicht in de schaal dan de docenten. Ook kunnen wellicht verborgen redenen naar voren komen (zoals pesten, of een niet verwerkte nare echtscheiding). 
Ten slotte is de school verplicht een leerplichtambtenaar te verwittigen. Deze kan, indien hij of zij besluit actie te ondernemen, het gesprek aangaan met de ouders en leerling, om voor omstandigheden te zorgen waarin het kind wel weer naar school kan. Ook kan deze ambtenaar uiteindelijk een boete opleggen, zowel aan de ouders als aan het kind zelf als hij of zij ouder is dan 12. Veel ambtenaren in grote steden concentreren zich echter op vakantieverzuim, wat zowel van ouders als van schooldirecteuren kritiek oplevert.

## In Vlaanderen

### Situering
De spijbelproblematiek is in Vlaanderen eerder beperkt, behalve in enkele grote steden. Een onderwijsstudie van het ministerie (AGODI) rekende voor het schooljaar 2008-2009 in het lager onderwijs 0,19% "problematische" spijbelaars. In het secundair onderwijs was dat 1,2 %. Het spijbelen komt meer voor in het secundair beroepsonderwijs (bso) en in het dbso. Ook de situatie in Brussel is niet helemaal duidelijk omdat sommige jongeren pendelen tussen Franstalig en Nederlandstalig onderwijs (elk met hun eigen ministerie en reglementering), en zo door de mazen van het controlenet glippen. De overheid maakt een prioriteit van het terugdringen van spijbelen omdat onderzoek heeft aangetoond dat volwassenen die een extra kost opleveren voor de maatschappij, dikwijls een voorgeschiedenis van schoolverzuim hebben. Het gaat dan bijvoorbeeld om mensen die 
- moeilijk werk vinden,
- of hun werk niet kunnen behouden wegens te laat komen, of werkverzuim.
- Ook mensen die te vaak een beroep doen op ziekteverzuim, of
- werkloosheid afwisselen met ziektemelding.
- Ook in de psychiatrie en bij
- mensen die in aanraking komen met het gerecht vindt men significant meer voormalige spijbelaars.

Ook al is het spijbelen niet altijd de oorzaak van de moeilijkheden, het is dan wellicht wel een signaal, zodat er in een vroeger stadium hulp kan geboden worden.

### Aanpak
Vanaf 2001 voorziet de wetgever dat wettiging van afwezigheid door een ziekte-attest niet meer nodig is, als er eigenlijk geen sprake is van ziekte. Men hoopt hiermede het gecamoufleerde spijbelen door ziektemelding terug te dringen. De school krijgt zelf de bevoegdheid om deze afwezigheden (wegens moeilijke omstandigheden thuis, spanningen in de klas, gebrek aan kordaatheid bij de ouders, onaangepaste richting-keuze, etc.) te wettigen, mits ze aantoont ook inspanningen te leveren om aan de werkelijke oorzaak van de afwezigheid iets te doen. Scholen werken daarvoor samen met het CLB. Daardoor is het aantal ziekte-attesten sterk teruggelopen (besparing voor de ziekteverzekering), en kunnen leerlingen en hun ouders op steun rekenen om hun kinderen naar school te (blijven) sturen.
Daarnaast dringt het onderwijsdepartement bij de scholen aan op een aantal preventieve maatregelen, zoals:
- School mag zelf een beperkt aantal dagen vrij geven (waarop men verwacht dat er toch veel leerlingen niet zullen opdagen, bijvoorbeeld bij plaatselijke festiviteiten)
- Strikt toezicht en registratie van te laat komen en afwezigheid; ouders worden in de regel nog dezelfde dag verwittigd als hun kind niet op school opdaagt. Deze registratie laat ook toe "patronen" te erkennen in het spijbelen (altijd bij dezelfde leerkracht, altijd op dezelfde dag, altijd tijdens een bepaalde niet-schoolse activiteit ... )
- Geen onderbroken lesroosters; leerlingen blijven aan één stuk van ca. 8:30 tot ca. 16 u op school, en hebben elk lesuur een activiteit. Zo weinig mogelijke "lege" momenten, ook tijdens en na een examenperiode.

In 2013 trof Vlaams minister van Onderwijs Pascal Smet (sp.a) maatregelen om het luxeverzuim strenger aan te pakken: voortaan was een doktersbriefje nodig als leerlingen na de examens afwezig zijn. Zijn opvolger, Hilde Crevits (CD&V), schafte de maatregel na een evaluatie vanaf schooljaar 2015-2016 weer af.